# Liga ACB
La Liga ACB, conocida por motivos de patrocinio como Liga Endesa, es la principal liga de baloncesto profesional de España. La Asociación de Clubes de Baloncesto (ACB) tomó las riendas de la Liga en la temporada 1983-1984 en sustitución de la Federación Española de Baloncesto (FEB), que dejó de organizar la Liga Nacional.

## Historia

### Antecedentes y origen
Los antecedentes de la actual Liga ACB se remontan a la Liga Española de Baloncesto, denominación que recibió la actual competición y que, desde 1957, enfrentaba a los equipos españoles cada año en una competición de liga con partidos entre todos los participantes, a doble vuelta. Fue organizada por la Federación Española de Baloncesto hasta 1983, cuando los clubes, organizados en la recién creada Asociación de Clubs de Baloncesto, decidieron organizar la Liga ACB.
La Liga ACB es considerada la sucesora de la Primera División de la Liga Española de Baloncesto que organizaba la FEB, de ahí que compute un solo palmarés con los campeones de la competición liguera.
La Primera División de la Liga Española de la FEB, disputada entre 1957 y 1983, era un sistema liga en el sentido estricto de la palabra; no había ronda de eliminación directa, por lo que todos los participantes (cuyo número fue aumentando con los años) se enfrentaban entre sí de acuerdo al calendario establecido por un sorteo a principio de temporada. Cuando todos los equipos se habían enfrentado al resto, se iniciaba la segunda vuelta. Los equipos se volvían a enfrentar entre ellos, siguiendo el mismo orden del calendario, pero alterando el campo en el que jugaban. De esta manera, todos los equipos se enfrentaban contra todos dos veces, y una vez en cada campo.
La victoria valía dos puntos y el empate un punto (en aquellos tiempos el reglamento del baloncesto contemplaba el empate a puntos).
Al finalizar la segunda vuelta concluía la liga y el primer clasificado según el sistema de puntos, era proclamado campeón y accedía a participar en la Copa de Europa organizada por la Federación Internacional de Baloncesto (FIBA) y precursora de la actual Euroliga.
Los equipos clasificados en segundo, tercer y cuarto lugar disputaban la Copa Korac, excepto si alguno de ellos había ganado la Copa del Rey, en cuyo caso clasificaba para disputar la Recopa de Europa —segunda competición europea en importancia—.
Los tres últimos clasificados descendían a la Primera División B de la Liga y dejaban su plaza a los tres primeros clasificados de ésta, que ascendían de categoría.

### Sistema de ligas de la Federación Española de Baloncesto
En este cuadro se refleja el nivel que ocupa la Liga ACB con respecto a las demás ligas, tanto superiores como inferiores, de la Federación Española de Baloncesto. 
| Nivel | Nombre            | Geografía                                                              |
| ----- | ----------------- | ---------------------------------------------------------------------- |
| 1.º   | Liga ACB          | Equipos de toda España                                                 |
| 2.º   | Primera FEB       | Equipos de toda España                                                 |
| 3.º   | Segunda FEB       | Organizado en dos conferencias, Este y Oeste.                          |
| 4.º   | Tercera FEB       | Organizado en grupos constituidos por equipos de proximidad geográfica |
| 5.º   | 1.ª Div. Nacional | Grupos por comunidades                                                 |
| 6.º   | Liga provincial   | Grupos por provincias                                                  |

## Participantes
Para un registro de los participantes históricos véase Historial de la Liga ACB
En esta competición han participado setenta y nueve equipos diferentes, pero solamente dos han permanecido en la categoría desde su primera edición bajo el nombre de Liga nacional. Se trata del Real Madrid Baloncesto y el Club Joventut de Badalona. 
La comunidad autónoma que más participantes ha aportado en la historia de la liga es Cataluña con un total de veintiún equipos, seguida de la Comunidad de Madrid con once, el País Vasco con ocho y Andalucía con siete, siendo tradicionalmente las cuatro regiones españolas más dedicadas al deporte. A ellos hay que sumar la participación de un único club foráneo, el Bàsquet Club Andorra, del colindante país soberano del Principado de Andorra.

## Sistema de competición
La Liga ACB está formada por 18 equipos que compiten en una primera fase o fase regular en una Liga en la que cada uno se enfrenta dos veces a todos los demás (una vez como local y otra como visitante).
Al finalizar la primera vuelta los ocho primeros clasificados disputan la Copa del Rey aunque se puede dar el caso que el octavo clasificado no la dispute. Eso se debería a que una de las plazas es para un equipo ACB anfitrión de la ciudad que organiza el torneo. Se disputa a partido único (siete encuentros: cuartos de final, semifinales y final) en una misma sede. Lo que hace que se concentre el espectáculo y la disputa de un acontecimiento en un único fin de semana entre los mejores equipos, lo que le da espectacularidad y emoción a esta competición. El equipo ganador se lleva el trofeo del mismo nombre. La Copa es una excelente ocasión para ver lo mejor del baloncesto español de clubes.

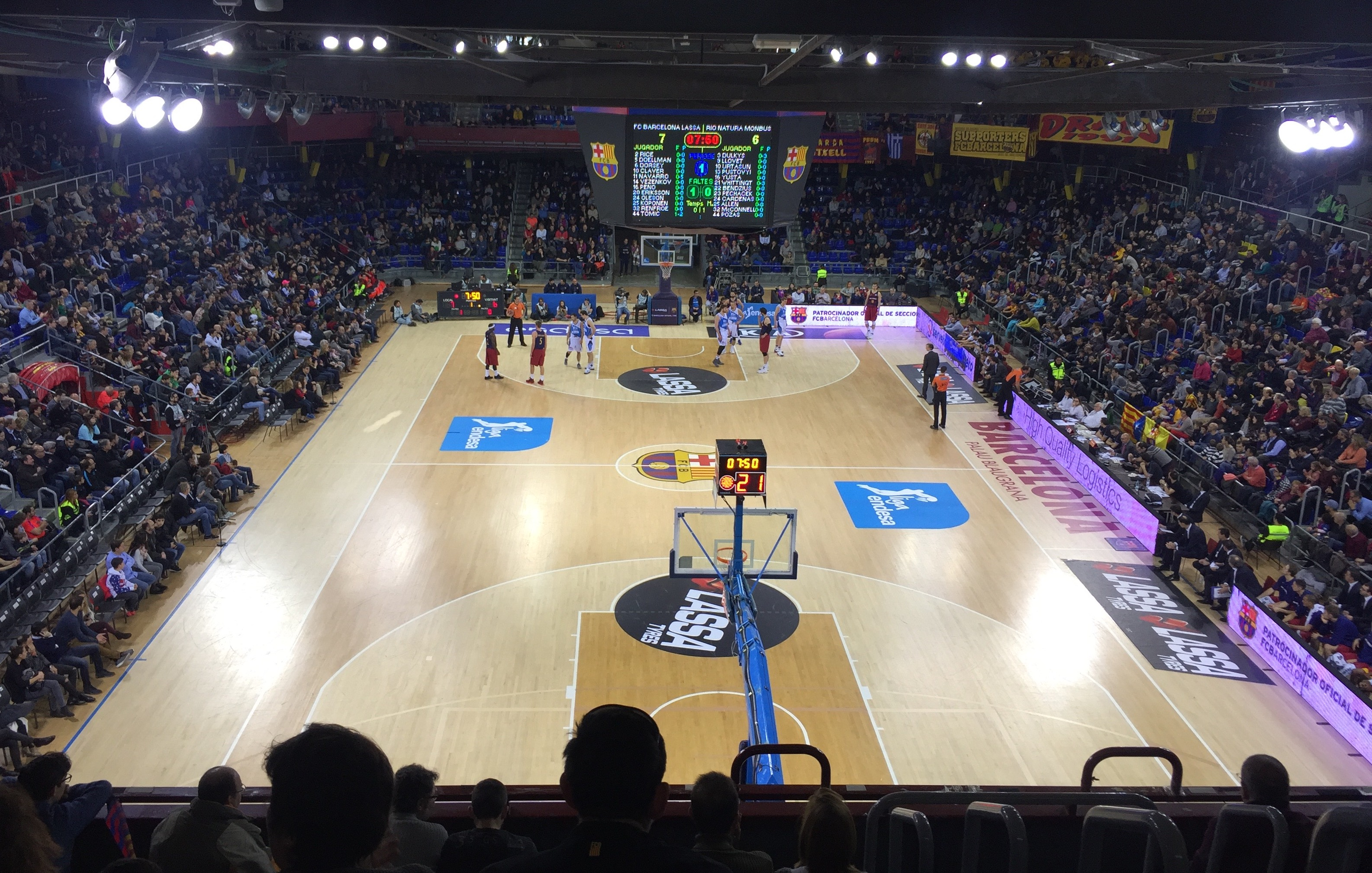
Partido de Liga ACB en el Palau Blaugrana

Al final de la fase regular, los ocho primeros clasificados se enfrentan en los play–offs, esto es, se emparejan esos ocho equipos de acuerdo con su clasificación en la fase regular y disputan unas eliminatorias al mejor de tres partidos (cinco en semifinales y en la final). Los primeros clasificados tienen ventaja de campo y los emparejamientos se hacen favoreciendo la clasificación previa, es decir el primero juega con el octavo, el segundo con el séptimo, el tercero con el sexto, y el cuarto con el quinto. El ganador de la final de estas eliminatorias es proclamado campeón de la Liga ACB.
Los equipos clasificados en las dos últimas plazas al finalizar la fase regular descienden a la categoría inmediatamente inferior, denominada Primera FEB.
Desde la creación de la misma, solo cuatro clubes han disputado todas las ediciones de la competición: el Real Madrid, el Barça, el Saski Baskonia y el Divina Seguros Joventut —tras el descenso del Club Baloncesto Estudiantes en la temporada 2020-21—.
En la temporada 1984-85, se introdujo la línea de triple (establecida en 6,25 m. hasta la temporada 2010-11 que pasó a 6,75 m.) y la ACB fue la primera competición española que incorporó el lanzamiento de tres puntos.
La ACB fue una de las asociaciones impulsoras y fundadoras de la ULEB en 1991, que impulsaría unos años después la creación de la Euroliga y la Eurocup, competiciones independientes de la FIBA.
El presidente de honor de la ACB es Eduardo Portela que también presidió la ULEB desde 1998 hasta 2016.
En la temporada 1997-98 la ACB fue una competición pionera en la introducción del tercer árbitro.
En la temporada 2000-01 se introdujo el formato de los 4 periodos de 10 minutos y el reloj de posesión pasó de 30" segundos a 24".

## Historial
Para un mejor detalle de cada edición véase Historial de la Liga ACB
De las veintisiete ediciones de la Liga nacional de baloncesto, el Real Madrid Baloncesto salió vencedor en veintidós ocasiones, siendo únicamente superado en cinco ocasiones de las cuales cuatro fue subcampeón. Los otros vencedores fueron el Fútbol Club Barcelona de baloncesto con tres títulos y el Club Joventut de Badalona con dos campeonatos.
Desde que la competición pasase a ser organizada por la Asociación de Clubs de Baloncesto bajo la denominación de Liga ACB, un total de siete equipos han resultado vencedores: el Fútbol Club Barcelona en 17 ocasiones, el Real Madrid Baloncesto en 15, el Saski Baskonia en 4, el Club Joventut de Badalona en 2 y el Bàsquet Manresa, el Club Baloncesto Málaga y el Valencia Basket en una.
La mejor racha de títulos la logró el Real Madrid, quien logró proclamarse campeón en diez temporadas consecutivas entre 1967 y 1977, mientras que bajo la actual denominación el F. C. Barcelona logró cuatro seguidos entre 1986 y 1990.
El jugador croata Velimir Perasović fue máximo anotador de la liga en cuatro temporadas consecutivas, seguido por las tres ocasiones de los españoles Emiliano Rodríguez y Alfonso Martínez. Desde la temporada 1990-91 se entrega el premio al mejor jugador de la final siendo el español Juan Carlos Navarro el más galardonado con tres, por delante de los dos premios de Arvydas Sabonis, Felipe Reyes, Sergio Llull y Nikola Mirotić. Un año después empezó a entregarse el premio al mejor jugador de la liga regular recayendo en tres ocasiones en el estadounidense Darryl Middleton, por delante de las dos ocasiones logradas por Arvydas Sabonis, Tanoka Beard, Luis Scola, Felipe Reyes, Nikola Mirotić y Giorgi Shermadini.
| Temporada                                      | Campeón                                        | Res.                                           | Subcampeón                                     | Nota(s)                                                                           |
| Primera División de la Liga Nacional de la FEB | Primera División de la Liga Nacional de la FEB | Primera División de la Liga Nacional de la FEB | Primera División de la Liga Nacional de la FEB | Primera División de la Liga Nacional de la FEB                                    |
| ---------------------------------------------- | ---------------------------------------------- | ---------------------------------------------- | ---------------------------------------------- | --------------------------------------------------------------------------------- |
| 1956–57                                        | Real Madrid Baloncesto                         | N/A                                            | C. F. Barcelona                                | Primer campeonato oficial                                                         |
| 1957–58                                        | Real Madrid Baloncesto                         | N/A                                            | Juventud de Badalona                           |                                                                                   |
| 1958–59                                        | C. F. Barcelona                                | N/A                                            | Real Madrid Baloncesto                         |                                                                                   |
| 1959–60                                        | Real Madrid Baloncesto                         | N/A                                            | Juventud de Badalona                           |                                                                                   |
| 1960–61                                        | Real Madrid Baloncesto                         | N/A                                            | C. B. Sabadell                                 | Mayor ventaja respecto al segundo                                                 |
| 1961–62                                        | Real Madrid Baloncesto                         | N/A                                            | Juventud de Badalona                           | Campeón invicto                                                                   |
| 1962–63                                        | Real Madrid Baloncesto                         | N/A                                            | C. B. Estudiantes                              | Campeonato de grupos con play-off final                                           |
| 1963–64                                        | Real Madrid Baloncesto                         | N/A                                            | Picadero J. C.                                 | Campeonato de grupos con play-off final                                           |
| 1964–65                                        | Real Madrid Baloncesto                         | N/A                                            | Picadero J. C.                                 |                                                                                   |
| 1965–66                                        | Real Madrid Baloncesto                         | N/A                                            | Picadero J. C.                                 |                                                                                   |
| 1966–67                                        | Juventud de Badalona                           | N/A                                            | Real Madrid Baloncesto                         | Campeón por enfrentamientos directos                                              |
| 1967–68                                        | Real Madrid Baloncesto                         | N/A                                            | C. B. Estudiantes                              |                                                                                   |
| 1968–69                                        | Real Madrid Baloncesto                         | N/A                                            | Juventud de Badalona                           |                                                                                   |
| 1969–70                                        | Real Madrid Baloncesto                         | N/A                                            | Picadero J. C.                                 |                                                                                   |
| 1970–71                                        | Real Madrid Baloncesto                         | N/A                                            | Juventud de Badalona                           | Campeón por enfrentamientos directos                                              |
| 1971–72                                        | Real Madrid Baloncesto                         | N/A                                            | C. F. Barcelona                                |                                                                                   |
| 1972–73                                        | Real Madrid Baloncesto                         | N/A                                            | Juventud de Badalona                           | Campeón invicto                                                                   |
| 1973–74                                        | Real Madrid Baloncesto                         | N/A                                            | F. C. Barcelona                                | Campeón invicto                                                                   |
| 1974–75                                        | Real Madrid Baloncesto                         | N/A                                            | F. C. Barcelona                                |                                                                                   |
| 1975–76                                        | Real Madrid Baloncesto                         | N/A                                            | F. C. Barcelona                                | Campeonato con play-off final                                                     |
| 1976–77                                        | Real Madrid Baloncesto                         | N/A                                            | F. C. Barcelona                                | Récord de campeonatos consecutivos                                                |
| 1977–78                                        | Juventud de Badalona                           | N/A                                            | Real Madrid Baloncesto                         |                                                                                   |
| 1978–79                                        | Real Madrid Baloncesto                         | N/A                                            | F. C. Barcelona                                |                                                                                   |
| 1979–80                                        | Real Madrid Baloncesto                         | N/A                                            | F. C. Barcelona                                |                                                                                   |
| 1980–81                                        | F. C. Barcelona                                | N/A                                            | C. B. Estudiantes                              |                                                                                   |
| 1981–82                                        | Real Madrid Baloncesto                         | N/A                                            | F. C. Barcelona                                |                                                                                   |
| 1982–83                                        | F. C. Barcelona                                | 76–70                                          | Real Madrid Baloncesto                         | Campeonato con desempate final                                                    |
| Liga ACB                                       |                                                |                                                |                                                |                                                                                   |
| 1983–84                                        | Real Madrid Baloncesto                         | 2–1                                            | F. C. Barcelona                                | La ACB sustituye a la FEB como organizadora. Se instauran premios MVP y play-offs |
| 1984–85                                        | Real Madrid Baloncesto                         | 2–1                                            | Joventut de Badalona                           |                                                                                   |
| 1985–86                                        | Real Madrid Baloncesto                         | 2–0                                            | F. C. Barcelona                                |                                                                                   |
| 1986–87                                        | F. C. Barcelona                                | 3–1                                            | Joventut de Badalona                           |                                                                                   |
| 1987–88                                        | F. C. Barcelona                                | 3–2                                            | Real Madrid Baloncesto                         |                                                                                   |
| 1988–89                                        | F. C. Barcelona                                | 3–2                                            | Real Madrid Baloncesto                         |                                                                                   |
| 1989–90                                        | F. C. Barcelona                                | 3–0                                            | Joventut de Badalona                           |                                                                                   |
| 1990–91                                        | Joventut de Badalona                           | 3–1                                            | F. C. Barcelona                                |                                                                                   |
| 1991–92                                        | Joventut de Badalona                           | 3–2                                            | Real Madrid Baloncesto                         |                                                                                   |
| 1992–93                                        | Real Madrid Baloncesto                         | 3–2                                            | Joventut de Badalona                           |                                                                                   |
| 1993–94                                        | Real Madrid Baloncesto                         | 3–0                                            | F. C. Barcelona                                |                                                                                   |
| 1994–95                                        | F. C. Barcelona                                | 3–2                                            | C. B. Málaga                                   |                                                                                   |
| 1995–96                                        | F. C. Barcelona                                | 3–0                                            | C. B. Sevilla                                  |                                                                                   |
| 1996–97                                        | F. C. Barcelona                                | 3–2                                            | Real Madrid Baloncesto                         |                                                                                   |
| 1997–98                                        | Bàsquet Manresa                                | 3–1                                            | Saski Baskonia                                 |                                                                                   |
| 1998–99                                        | F. C. Barcelona                                | 3–0                                            | C. B. Sevilla                                  |                                                                                   |
| 1999–00                                        | Real Madrid Baloncesto                         | 3–2                                            | F. C. Barcelona                                |                                                                                   |
| 2000–01                                        | F. C. Barcelona                                | 3–0                                            | Real Madrid Baloncesto                         |                                                                                   |
| 2001–02                                        | Saski Baskonia                                 | 3–0                                            | C. B. Málaga                                   |                                                                                   |
| 2002–03                                        | F. C. Barcelona                                | 3–0                                            | Valencia B. C.                                 |                                                                                   |
| 2003–04                                        | F. C. Barcelona                                | 3–2                                            | C. B. Estudiantes                              |                                                                                   |
| 2004–05                                        | Real Madrid Baloncesto                         | 3–2                                            | Saski Baskonia                                 |                                                                                   |
| 2005–06                                        | C. B. Málaga                                   | 3–0                                            | Saski Baskonia                                 |                                                                                   |
| 2006–07                                        | Real Madrid Baloncesto                         | 3–1                                            | F. C. Barcelona                                |                                                                                   |
| 2007–08                                        | Saski Baskonia                                 | 3–0                                            | F. C. Barcelona                                |                                                                                   |
| 2008–09                                        | F. C. Barcelona                                | 3–1                                            | Saski Baskonia                                 |                                                                                   |
| 2009–10                                        | Saski Baskonia                                 | 3–0                                            | F. C. Barcelona                                |                                                                                   |
| 2010–11                                        | F. C. Barcelona                                | 3–0                                            | C. D. B. Bilbao Berri                          |                                                                                   |
| 2011–12                                        | F. C. Barcelona                                | 3–2                                            | Real Madrid Baloncesto                         |                                                                                   |
| 2012–13                                        | Real Madrid Baloncesto                         | 3–2                                            | F. C. Barcelona                                |                                                                                   |
| 2013–14                                        | F. C. Barcelona                                | 3–1                                            | Real Madrid Baloncesto                         |                                                                                   |
| 2014–15                                        | Real Madrid Baloncesto                         | 3–0                                            | F. C. Barcelona                                |                                                                                   |
| 2015–16                                        | Real Madrid Baloncesto                         | 3–1                                            | F. C. Barcelona                                |                                                                                   |
| 2016–17                                        | Valencia Basket                                | 3–1                                            | Real Madrid Baloncesto                         |                                                                                   |
| 2017–18                                        | Real Madrid Baloncesto                         | 3–1                                            | Saski Baskonia                                 |                                                                                   |
| 2018–19                                        | Real Madrid Baloncesto                         | 3–1                                            | F. C. Barcelona                                |                                                                                   |
| 2019–20                                        | Saski Baskonia                                 | 69–67                                          | F. C. Barcelona                                | Se jugó una Fase Final Excepcional debido al COVID-19.                            |
| 2020–21                                        | F. C. Barcelona                                | 2–0                                            | Real Madrid Baloncesto                         |                                                                                   |
| 2021–22                                        | Real Madrid Baloncesto                         | 3–1                                            | F. C. Barcelona                                |                                                                                   |
| 2022–23                                        | F. C. Barcelona                                | 3–0                                            | Real Madrid Baloncesto                         |                                                                                   |
| 2023–24                                        | Real Madrid Baloncesto                         | 3–0                                            | UCAM Murcia C. B.                              |                                                                                   |
| 2024–25                                        | Real Madrid Baloncesto                         | 3–0                                            | Valencia Basket                                |                                                                                   |

### Palmarés conjunto
Nota: En negrita campeonatos de la Liga ACB.
| Club                   | Títulos | Subcampeonatos | Años Campeón |
| ---------------------- | ------- | -------------- | --- |
| Real Madrid Baloncesto | 38      | 14             | 1957, 1958, 1960, 1961, 1962, 1963, 1964, 1965, 1966, 1968, 1969, 1970, 1971, 1972, 1973, 1974, 1975, 1976, 1977, 1979, 1980, 1982, 1984, 1985, 1986, 1993, 1994, 2000, 2005, 2007, 2013, 2015, 2016, 2018, 2019, 2022, 2024, 2025 |
| F. C. Barcelona        | 20      | 23             | 1959, 1981, 1983, 1987, 1988, 1989, 1990, 1995, 1996, 1997, 1999, 2001, 2003, 2004, 2009, 2011, 2012, 2014, 2021, 2023 |
| Joventut de Badalona   | 4       | 10             | 1967, 1978, 1991, 1992 |
| Saski Baskonia         | 4       | 5              | 2002, 2008, 2010, 2020 |
| C. B. Málaga           | 1       | 2              | 2006 |
| Valencia B. C.         | 1       | 2              | 2017 |
| Bàsquet Manresa        | 1       | —              | 1998 |
| Picadero J. C.         | —       | 4              | |
| C. B. Estudiantes      | —       | 4              | |
| C. B. Sevilla          | —       | 2              | |
| C. B. Sabadell         | —       | 1              | |
| C. D. B. Bilbao Berri  | —       | 1              | |
| UCAM Murcia C. B.      | —       | 1              | |

## Estadísticas ACB
Para un completo detalle véase Estadísticas de la Liga ACB.
El jugador que más galardones de jugador más valioso (MVP) de la fase regular posee —distinción que no existía en los tiempos de la Liga Nacional— es el hispano-estadounidense Darryl Middleton, quien logró ser el mejor defendiendo las camisetas del Club Bàsquet Girona y el Club Baloncesto Sevilla en las temporadas 1991–92, 1992–93 y 1999–00.

### Clasificación histórica conjunta
Los 3586 puntos logrados por el Real Madrid Baloncesto le sitúan como líder la clasificación histórica de la competición entre los 75 equipos que alguna vez han participado en la misma. 260 puntos por debajo se encuentra el segundo clasificado, el Fútbol Club Barcelona, quien a su vez se sitúa 768 puntos por encima del tercero, el Club Joventut Badalona.
Desde su fundación en 1956 se han disputado más de 11 000 partidos siendo de nuevo los tres equipos anteriormente citados los que más han disputado junto con el Club Baloncesto Estudiantes y el Saski Baskonia.
| Pos | Club                           | Temporadas | Puntos | PJ   | PG   | PE | PP  | Títulos |
| --- | ------------------------------ | ---------- | ------ | ---- | ---- | -- | --- | ------- |
| 1   | Real Madrid Baloncesto         | 68         | 3586   | 2197 | 1732 | 6  | 459 | 36      |
| 2   | Fútbol Club Barcelona          | 66         | 3326   | 2185 | 1604 | 6  | 575 | 20      |
| 3   | Club Joventut Badalona         | 68         | 2558   | 2043 | 1241 | 15 | 787 | 4       |
| 4   | Saski Baskonia                 | 51         | 2168   | 1769 | 1038 | 6  | 725 | 4       |
| 5   | Club Baloncesto Estudiantes    | 65         | 2040   | 1991 | 1020 | 18 | 953 | —       |
| 6   | Club Baloncesto Málaga         | 41         | 1708   | 1450 | 799  | 1  | 650 | 1       |
| 7   | Valencia Basket                | 35         | 1530   | 1252 | 727  | 0  | 525 | 1       |
| 8   | Bàsquet Manresa                | 50         | 1370   | 1545 | 654  | 10 | 881 | 1       |
| 9   | Club Baloncesto Gran Canaria   | 33         | 1156   | 1091 | 539  | 0  | 588 | —       |
| 10  | Real Betis Baloncesto          | 33         | 1030   | 1137 | 505  | 0  | 638 | —       |
| 11  | Club Baloncesto Valladolid     | 35         | 986    | 1154 | 492  | 2  | 660 | —       |
| 12  | UCAM Murcia Club de Baloncesto | 26         | 674    | 899  | 337  | 0  | 562 | —       |
| 12  | Club Baloncesto Breogán        | 27         | 674    | 896  | 337  | 1  | 556 | —       |

### Tabla histórica de anotadores
Para un completo detalle véase Máximos anotadores de la Liga ACB.
El máximo anotador del torneo es el madrileño Alberto Herreros con 9759 puntos en 654 partidos, seguido del tarraconense Jordi Villacampa y el estadounidense Brian Jackson con 8991 y 8651 puntos respectivamente.
Además cabe destacar entre los máximos anotadores al estadounidense Mike Phillips por ser el jugador con mejor promedio anotador de la competición con 23,16 puntos por partido, por delante del ya citado Jackson y Mike Schlegel con un promedio de 22,07 y 21,43 respectivamente. Tras ellos se sitúan el croata Velimir Perasović, el estadounidense Joe Arlauckas y el lituano Arvydas Sabonis completando el quinteto de jugadores con un promedio superior a los 20 puntos por encuentro.
Nota: Los jugadores marcados en negrita son jugadores en activo activos en la categoría además de su actual equipo. No contabilizados los datos de la Liga Nacional.
| \| Pos. \| Jugador \| Pts. \| Part. \| Prom. \| Debut \| Club * \| \| ------------------------------------------------------------------------------- \| ------------------- \| ---- \| ----- \| ----- \| ----------- \| --------------------------- \| \| 1 \| Alberto Herreros \| 9759 \| 654 \| 14.92 \| 1988-89[11] \| Real Madrid Baloncesto \| \| 2 \| Jordi Villacampa \| 8991 \| 506 \| 17.77 \| 1980-81[12] \| Club Joventut de Badalona \| \| 3 \| Brian Jackson \| 8651 \| 392 \| 22.07 \| 1981-82[13] \| Club Baloncesto Huesca \| \| 4 \| Felipe Reyes \| 8332 \| 824 \| 10.11 \| 1998-99[14] \| Real Madrid Baloncesto \| \| 5 \| Juan Carlos Navarro \| 8318 \| 689 \| 12.07 \| 1997-98[15] \| Fútbol Club Barcelona \| \| 6 \| Granger Hall \| 8039 \| 433 \| 18.57 \| 1985-86[16] \| Club Baloncesto Huesca \| \| 7 \| Chichi Creus \| 7929 \| 585 \| 13.55 \| 1975-76[17] \| Granollers Esportiu Bàsquet \| \| 8 \| Joe Arlauckas \| 7543 \| 365 \| 20.67 \| 1988-89[18] \| Real Madrid Baloncesto \| \| 9 \| Álex Mumbrú \| 7435 \| 677 \| 10.98 \| 1997-98[19] \| Club Basket Bilbao Berri \| \| 10 \| Velimir Perasović \| 7387 \| 354 \| 20.87 \| 1992-93[20] \| Saski Baskonia \| \| 11 \| Juan Antonio Epi \| 7029 \| 422 \| 16.66 \| 1977-78[21] \| F. C. Barcelona \| \| 12 \| Marcelinho Huertas \| 6895 \| 694 \| 9.94 \| 2004-05[22] \| Lenovo Tenerife \| \| 13 \| Ante Tomić \| 6715 \| 600 \| 11.19 \| 2009-10[23] \| Club Joventut Badalona \| \| 14 \| Sergio Llull \| 6701 \| 653 \| 10.26 \| 2005-06[24] \| Real Madrid Baloncesto \| \| 15 \| Darryl Middleton \| 6425 \| 398 \| 16.14 \| 1991-92[25] \| Club Bàsket Girona \| \| 16 \| Andre Turner \| 6405 \| 378 \| 16.94 \| 1992-93[26] \| Club Baloncesto Sevilla \| \| Estadísticas actualizadas hasta el último partido jugado el 31 de mayo de 2025. \| \| \| \| \| \| \| Nota *: Club actual. En otros casos se refiere al club en el que sumó más presencias. |                     |      |       |       |         |                             |
| Pos. | Jugador             | Pts. | Part. | Prom. | Debut   | Club *                      |
| 1 | Alberto Herreros    | 9759 | 654   | 14.92 | 1988-89 | Real Madrid Baloncesto      |
| 2 | Jordi Villacampa    | 8991 | 506   | 17.77 | 1980-81 | Club Joventut de Badalona   |
| 3 | Brian Jackson       | 8651 | 392   | 22.07 | 1981-82 | Club Baloncesto Huesca      |
| 4 | Felipe Reyes        | 8332 | 824   | 10.11 | 1998-99 | Real Madrid Baloncesto      |
| 5 | Juan Carlos Navarro | 8318 | 689   | 12.07 | 1997-98 | Fútbol Club Barcelona       |
| 6 | Granger Hall        | 8039 | 433   | 18.57 | 1985-86 | Club Baloncesto Huesca      |
| 7 | Chichi Creus        | 7929 | 585   | 13.55 | 1975-76 | Granollers Esportiu Bàsquet |
| 8 | Joe Arlauckas       | 7543 | 365   | 20.67 | 1988-89 | Real Madrid Baloncesto      |
| 9 | Álex Mumbrú         | 7435 | 677   | 10.98 | 1997-98 | Club Basket Bilbao Berri    |
| 10 | Velimir Perasović   | 7387 | 354   | 20.87 | 1992-93 | Saski Baskonia              |
| 11 | Juan Antonio Epi    | 7029 | 422   | 16.66 | 1977-78 | F. C. Barcelona             |
| 12 | Marcelinho Huertas  | 6895 | 694   | 9.94  | 2004-05 | Lenovo Tenerife             |
| 13 | Ante Tomić          | 6715 | 600   | 11.19 | 2009-10 | Club Joventut Badalona      |
| 14 | Sergio Llull        | 6701 | 653   | 10.26 | 2005-06 | Real Madrid Baloncesto      |
| 15 | Darryl Middleton    | 6425 | 398   | 16.14 | 1991-92 | Club Bàsket Girona          |
| 16 | Andre Turner        | 6405 | 378   | 16.94 | 1992-93 | Club Baloncesto Sevilla     |
| Estadísticas actualizadas hasta el último partido jugado el 31 de mayo de 2025. |                     |      |       |       |         |                             |

### Jugadores con mayor cantidad de partidos disputados
Para un completo detalle véase Jugadores con más presencias en la Liga ACB
Felipe Reyes es el jugador que más partidos ha disputado en ACB, con 824, superando a Rafa Jofresa en el año 2018. Después de Reyes y Jofresa, les siguen Nacho Rodríguez y Nacho Azofra con 737 y 705 respectivamente, siendo también todos ellos de ACB.
Nota: Los jugadors marcados en negrita son jugadores en activo activos en la categoría además de su actual equipo.
| Estadísticas actualizadas hasta el último partido jugado el 1 de junio de 2025.\| Pos. \| Jugador \| Part. \| ACB \| Temp. \| Club * \| \| ---- \| --------------------- \| ----- \| ----- \| -------------------- \| ---------------------------- \| \| 1 \| Felipe Reyes \| 824 \| (824) \| 1998 - 2021 (23)[28] \| Real Madrid Baloncesto \| \| 2 \| Rafael Jofresa \| 756 \| (756) \| 1983 - 2004 (21)[29] \| Club Joventut Badalona \| \| 3 \| Nacho Rodríguez \| 737 \| (737) \| 1988 - 2008 (20)[30] \| Fútbol Club Barcelona \| \| 4 \| Nacho Azofra \| 705 \| (705) \| 1988 - 2006 (18)[31] \| Club Baloncesto Estudiantes \| \| 5 \| Marcelinho Huertas \| 697 \| (697) \| 2004 - (18)[32] \| Lenovo Tenerife \| \| 6 \| Juan Carlos Navarro \| 689 \| (689) \| 1997 - 2018 (21)[33] \| Fútbol Club Barcelona \| \| 7 \| Álex Mumbrú \| 677 \| (677) \| 1997 - 2018 (21)[34] \| Club Basket Bilbao Berri \| \| 8 \| Albert Oliver \| 675 \| (675) \| 1997 - 2022 (25)[35] \| Club Baloncesto Gran Canaria \| \| 9 \| Sergio Llull \| 660 \| (660) \| 2005 - (20)[36] \| Real Madrid Baloncesto \| \| 10 \| Fran Vázquez \| 656 \| (656) \| 2001 - 2020 (19)[37] \| Fútbol Club Barcelona \| \| 11 \| Alberto Herreros \| 654 \| (654) \| 1988 - 2005 (17)[38] \| Real Madrid Baloncesto \| \| 12 \| Fernando San Emeterio \| 642 \| (642) \| 2001 - 2021 (20)[39] \| Saski Baskonia \| \| 13 \| Carlos Jiménez \| 641 \| (641) \| 1994 - 2012 (18)[40] \| Club Baloncesto Estudiantes \| \| = \| Sergi Vidal \| 641 \| (641) \| 1999 - 2019 (20)[41] \| Saski Baskonia \| \| 15 \| Rafa Martínez \| 629 \| (629) \| 1999 - 2022 (23)[42] \| Valencia Basket \| \| 16 \| Pablo Laso \| 624 \| (624) \| 1985 - 2003 (18)[43] \| Saski Baskonia \| Nota *: Club actual. En otros casos se refiere al club en el que sumó más presencias. |                       |       |       |                  |                              |
| Pos. | Jugador               | Part. | ACB   | Temp.            | Club *                       |
| 1 | Felipe Reyes          | 824   | (824) | 1998 - 2021 (23) | Real Madrid Baloncesto       |
| 2 | Rafael Jofresa        | 756   | (756) | 1983 - 2004 (21) | Club Joventut Badalona       |
| 3 | Nacho Rodríguez       | 737   | (737) | 1988 - 2008 (20) | Fútbol Club Barcelona        |
| 4 | Nacho Azofra          | 705   | (705) | 1988 - 2006 (18) | Club Baloncesto Estudiantes  |
| 5 | Marcelinho Huertas    | 697   | (697) | 2004 - (18)      | Lenovo Tenerife              |
| 6 | Juan Carlos Navarro   | 689   | (689) | 1997 - 2018 (21) | Fútbol Club Barcelona        |
| 7 | Álex Mumbrú           | 677   | (677) | 1997 - 2018 (21) | Club Basket Bilbao Berri     |
| 8 | Albert Oliver         | 675   | (675) | 1997 - 2022 (25) | Club Baloncesto Gran Canaria |
| 9 | Sergio Llull          | 660   | (660) | 2005 - (20)      | Real Madrid Baloncesto       |
| 10 | Fran Vázquez          | 656   | (656) | 2001 - 2020 (19) | Fútbol Club Barcelona        |
| 11 | Alberto Herreros      | 654   | (654) | 1988 - 2005 (17) | Real Madrid Baloncesto       |
| 12 | Fernando San Emeterio | 642   | (642) | 2001 - 2021 (20) | Saski Baskonia               |
| 13 | Carlos Jiménez        | 641   | (641) | 1994 - 2012 (18) | Club Baloncesto Estudiantes  |
| = | Sergi Vidal           | 641   | (641) | 1999 - 2019 (20) | Saski Baskonia               |
| 15 | Rafa Martínez         | 629   | (629) | 1999 - 2022 (23) | Valencia Basket              |
| 16 | Pablo Laso            | 624   | (624) | 1985 - 2003 (18) | Saski Baskonia               |